# 菲爾·柏堅斯
菲利普·班哲文·尼爾·腓特烈·柏堅斯（英語：Philip Benjamin Neil Frederick Parkes，1950年8月8日—）是一名前英格蘭足球運動員，司職龍門。出生於英格蘭施他佛郡塞格利。

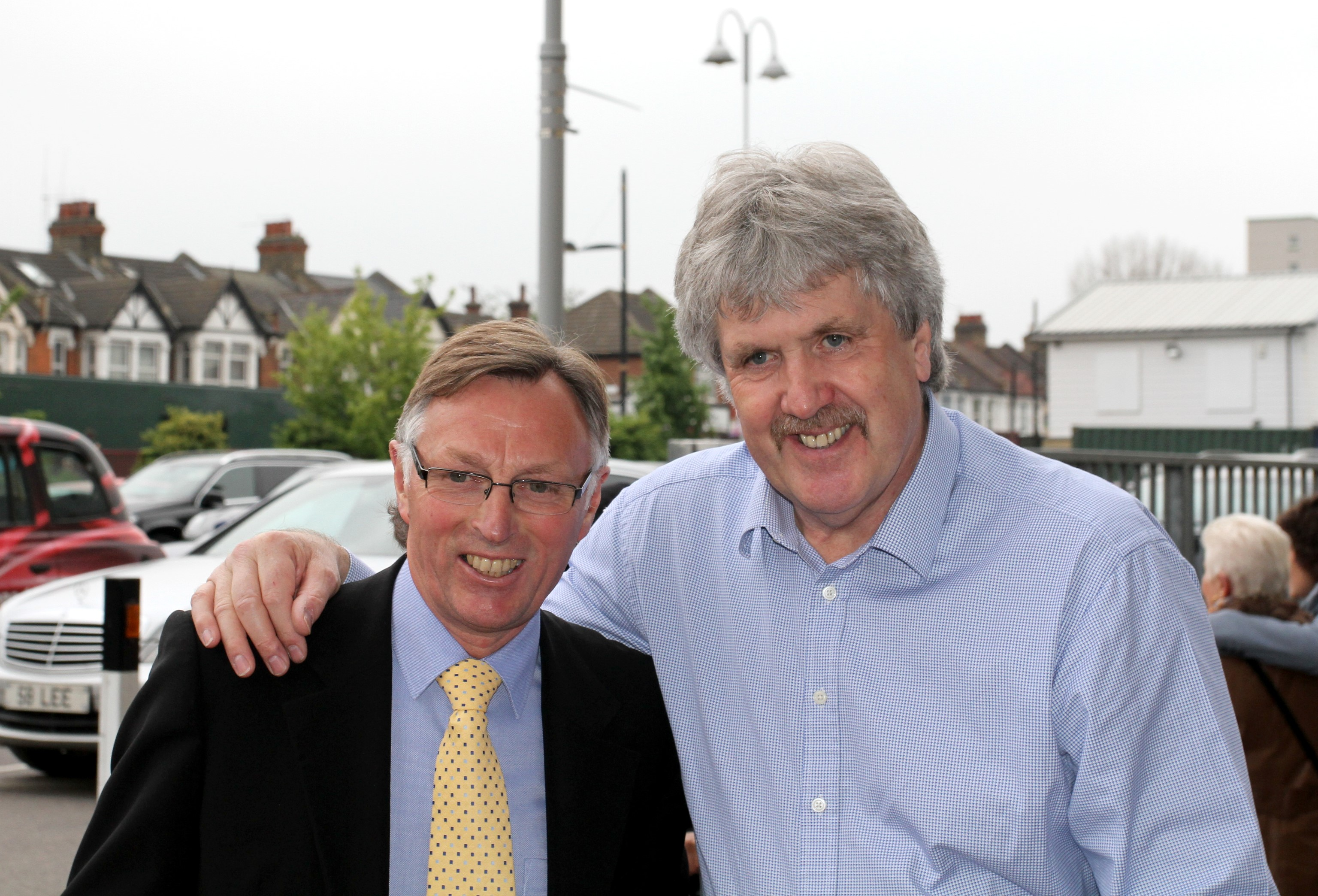
2015年5月2日，菲爾·柏堅斯與前韋斯咸球員阿倫·泰萊在厄普頓公園

## 早年
菲爾·柏堅斯在塞格利的紀念碑巷長大，是附近多姆斯頓學校的學生。

## 足球生涯
菲爾·柏堅斯在華素爾開始他的足球生涯，1968年轉為職業球員，在搬到倫敦之前，他在黑鄉出場超過50次，並於1970年6月以15,000英鎊的價格與昆士柏流浪簽約。他在昆士柏流浪首次上陣於1970年8月22日星期六以3 -1於主場被李斯特城擊敗。
柏堅斯是昆士柏流浪的一員，該隊在1974年進入足總盃八強，並在1976年僅敗於利物浦而獲得聯賽亞軍。許多觀察家認為，由戴夫·悉士頓執教的那支昆士柏流浪是從未贏得過聯賽冠軍的最佳球隊。他在昆士柏流浪的球會生涯一共上陣344場聯賽（所有比賽中上陣406場）。在此期間，他在1974年對陣葡萄牙的比賽中獲得他唯一的英格蘭國家隊的上陣機會。
柏堅斯於1979年以565,000英鎊的價格轉會韋斯咸，創下當時守門員轉會的世界紀錄。據報導，當時擔任曼聯主帥的悉士頓曾為這名球員出價六次，但都被拒絕。只有韋斯咸出價50萬英鎊，昆士柏流浪主席吉姆·格雷戈里無法抗拒。在約翰·萊爾簽下柏堅斯時，人們認為他的膝蓋狀況很嚴重，這是一個巨大的風險，但他的簽約是有回報的，因為柏堅斯將在未來十年繼續擔任正選門將。然而，儘管如此長期效力，但他只獲得過一次獎牌，當時韋斯咸以1-0擊敗阿仙奴而贏得1980年足總盃決賽。
1982年，柏堅斯在Thunderbolt and Smokey中以自己的身份出現在男孩漫畫《鷹》，為一名因常規門將受傷而不得不在盃賽準決賽中上陣的男生前鋒進行輔導。
儘管柏堅斯在漫長的職業生涯中只獲得一個重要獎杯，但在厄普頓公園的那段時間讓他在1980年代後期不止一次接近獲得榮譽。在1981年對利物浦的足球聯賽盃決賽中，他未能獲得勝利，同年，他在三年後重返甲組聯賽時獲得乙組聯賽的冠軍獎牌。在 1983-84賽季，韋斯咸在賽季中期的冠軍爭奪戰中落敗，最終獲得第九名。他們在1985-86賽季重新成為聯賽冠軍的挑戰者，並一直在尋找冠軍頭銜，直到4月底，最終獲得第三名。他還幫助他們在1988-89賽季打進了聯賽盃準決賽，但對於隨後降級到乙組聯賽的韋斯咸來說，這是一個令人失望的賽季。儘管新簽下的艾倫·麥克奈特犯了很多錯誤，但柏堅斯在該賽季大部分時間都缺席比賽，直到柏堅斯最終恢復為正選。他卻完成在韋斯咸的職業生涯，為他們與昆士柏流浪完全相同的聯賽比賽場次——344 場。
柏堅斯是唯一一位為兩個不同的英格蘭聯賽球會出場超過300場比賽的足球運動員。
1990年，柏堅斯在效力11年後自由轉會離開韋斯咸，並與回到伊普斯威奇鎮的約翰·萊爾聯繫在一起。他在1990-91賽季上陣三場聯賽，然後轉為教練。
2003年，一項官方的韋斯咸投票選出最偉大的韋斯咸聯隊XI，將他列為球隊的守門員，擊敗當時正選門將盧迪克·米洛斯高。他被昆士柏流浪的支持者認為是球會歷史上最好的三名守門員之一，其他人是雷格·艾倫和大衛·施文。
帕克斯有很強的能力，不幸的是只贏得一次英格蘭代表隊的出場機會。1976年對威爾士的比賽中，本是帕克斯能第二次為英格蘭上陣，當時領隊唐·李維表示帕克斯將在下半場上場，但在半場結束時，比分仍為0-0，唐·李維決定留住雷·基文斯繼續在場內。比賽結束後，帕克斯回家對妻子說，他再也不會為英格蘭代表隊效力。

## 榮譽
韋斯咸
- 英格蘭乙組聯賽: 1980–81（英语：1980–81 Football League）
- 足總盃: 1980（英语：1980 FA Cup Final）

個人
- PFA年度最佳陣容: 1979–80 乙組聯賽（英语：PFA Team of the Year (1980s)）[4] 、1980–81 乙組聯賽（英语：PFA Team of the Year (1980s)）[4]
- 韋斯咸年度最佳球員: 1980–81[5]

## 個人生活
2014年，柏堅斯接受Dukes A期腸癌的治療。 

## 外部連結
- 菲爾·柏堅斯在戰後英語和蘇格蘭足球聯賽 A–Z 球員數據庫中 （页面存档备份，存于）